# Torstraße (Berlin)
La Torstraße est une avenue de Berlin en Allemagne.

## Situation et accès
Située dans les quartiers de Mitte et Prenzlauer Berg, elle est Longue de deux kilomètres, et relie la Mollstraße à l'est à la Hannoversche Straße à l'ouest.
La rue suit une direction est-ouest entre Prenzlauer Tor ( Karl-Liebknecht-Straße / Prenzlauer Allee ) et Oranienburger Tor ( Chausseestraße / Friedrichstraße). On y trouve de nombreux monuments architecturaux.

## Origine du nom
Elle tire son nom de son emplacement historique le long de l'ancien mur d'accise de la ville, qui comportait plusieurs portes ("Tor" en allemand signifie "porte").

## Historique
Elle s'est développé à partir d'un chemin devant l'ancien mur d'accise de Berlin. 
La plupart des maisons existantes sur la Torstraße ont été construites entre la fondation de l'Empire entre 1870 et 1900. Plusieurs bâtiments ont été détruits lors des raids aériens et des combats pendant la Seconde Guerre mondiale.

## Bâtiments remarquables et lieux de mémoire

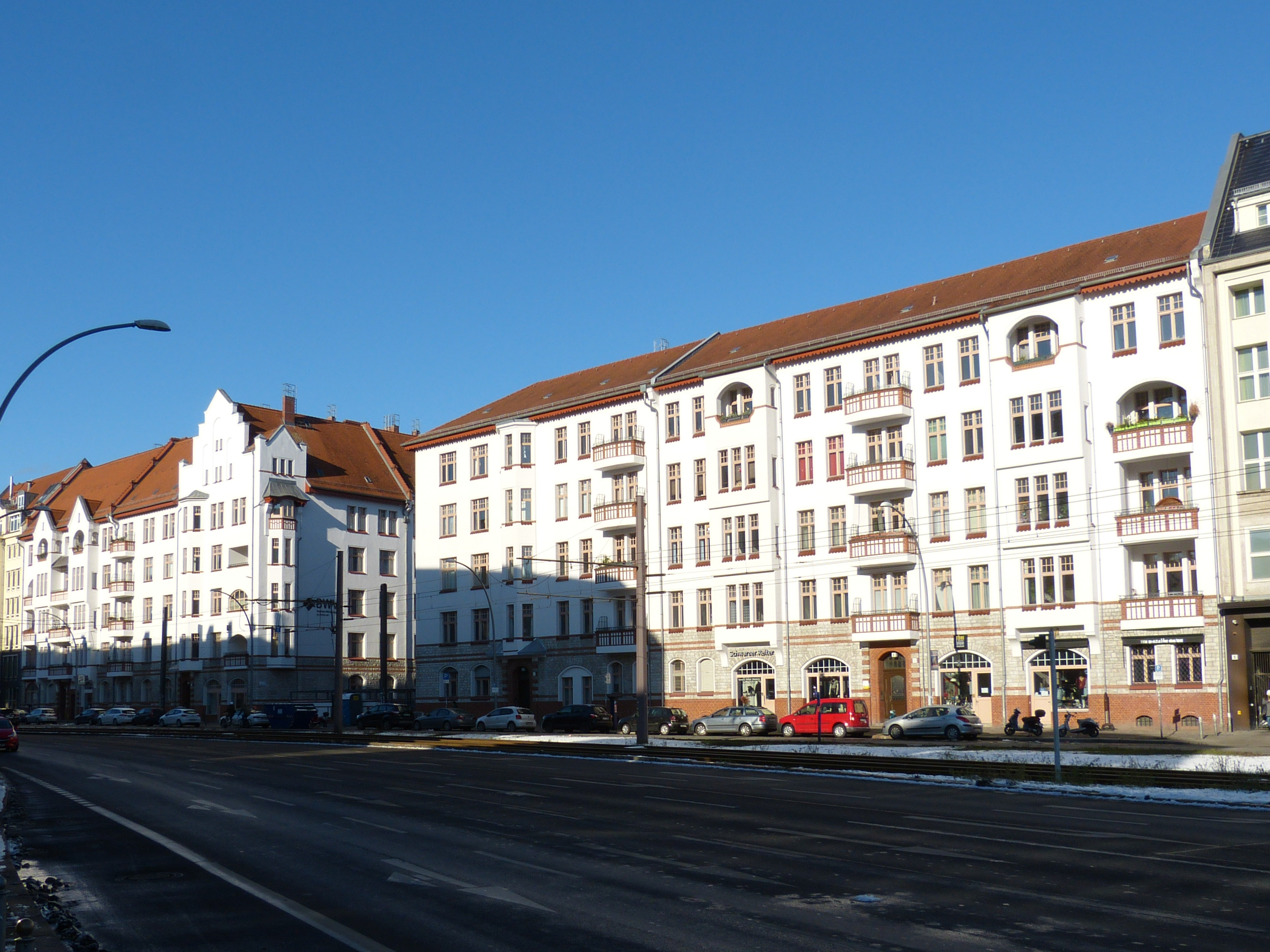
Torstraße 3 à 15, propriété appartenant à l'Association du logement des fonctionnaires de Berlin.
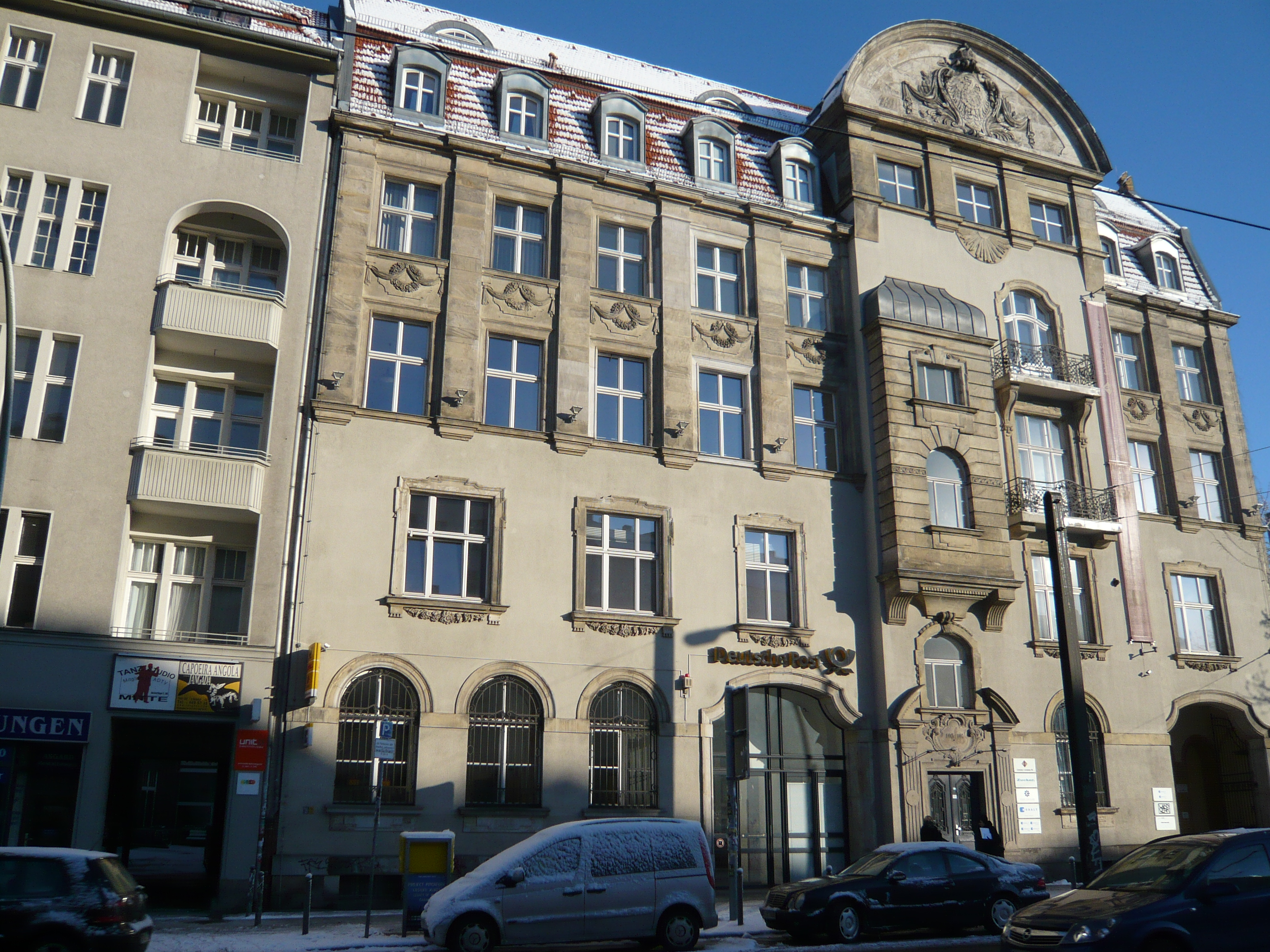
Bureau de poste historique.
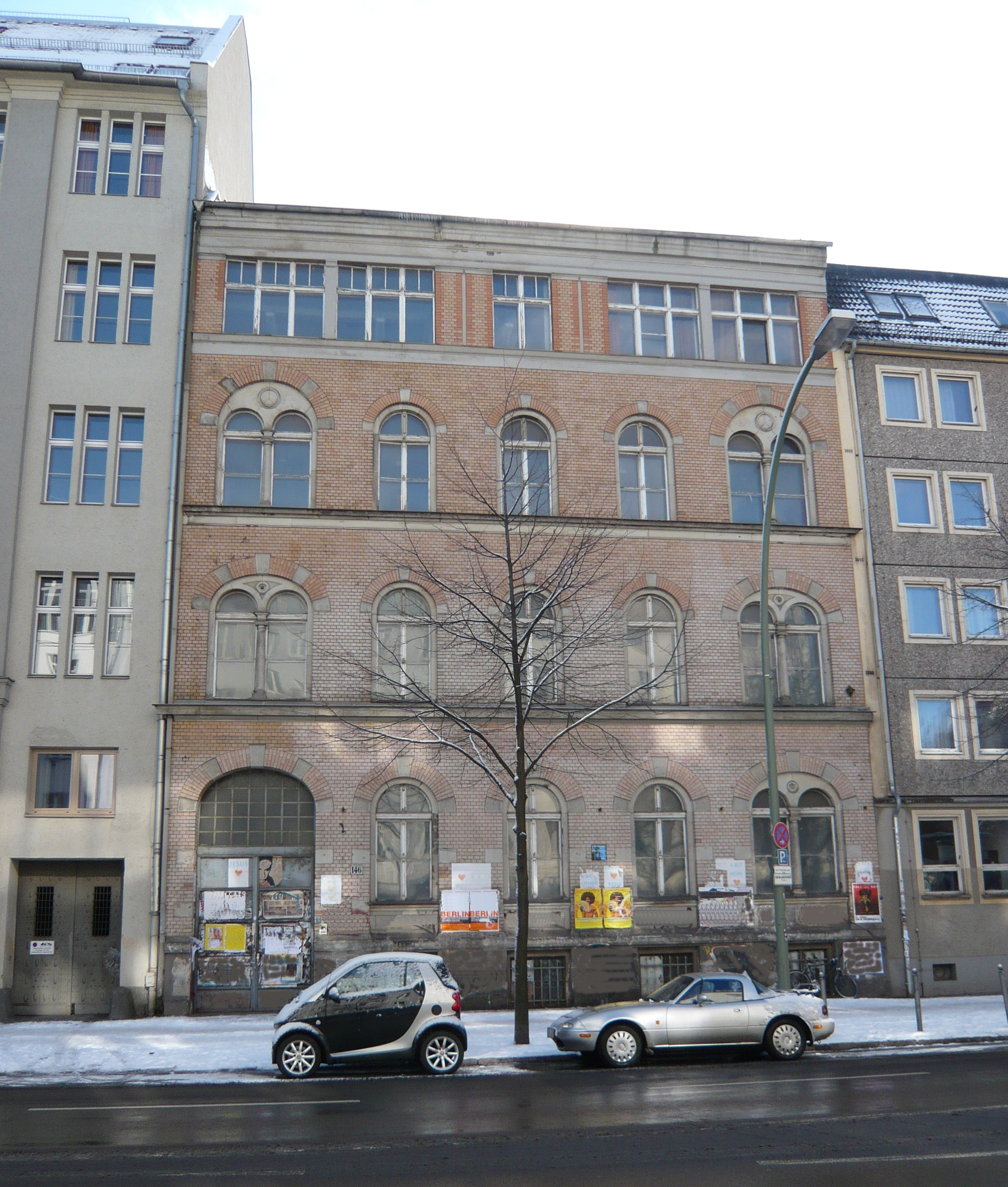
Ancien hôpital juif.
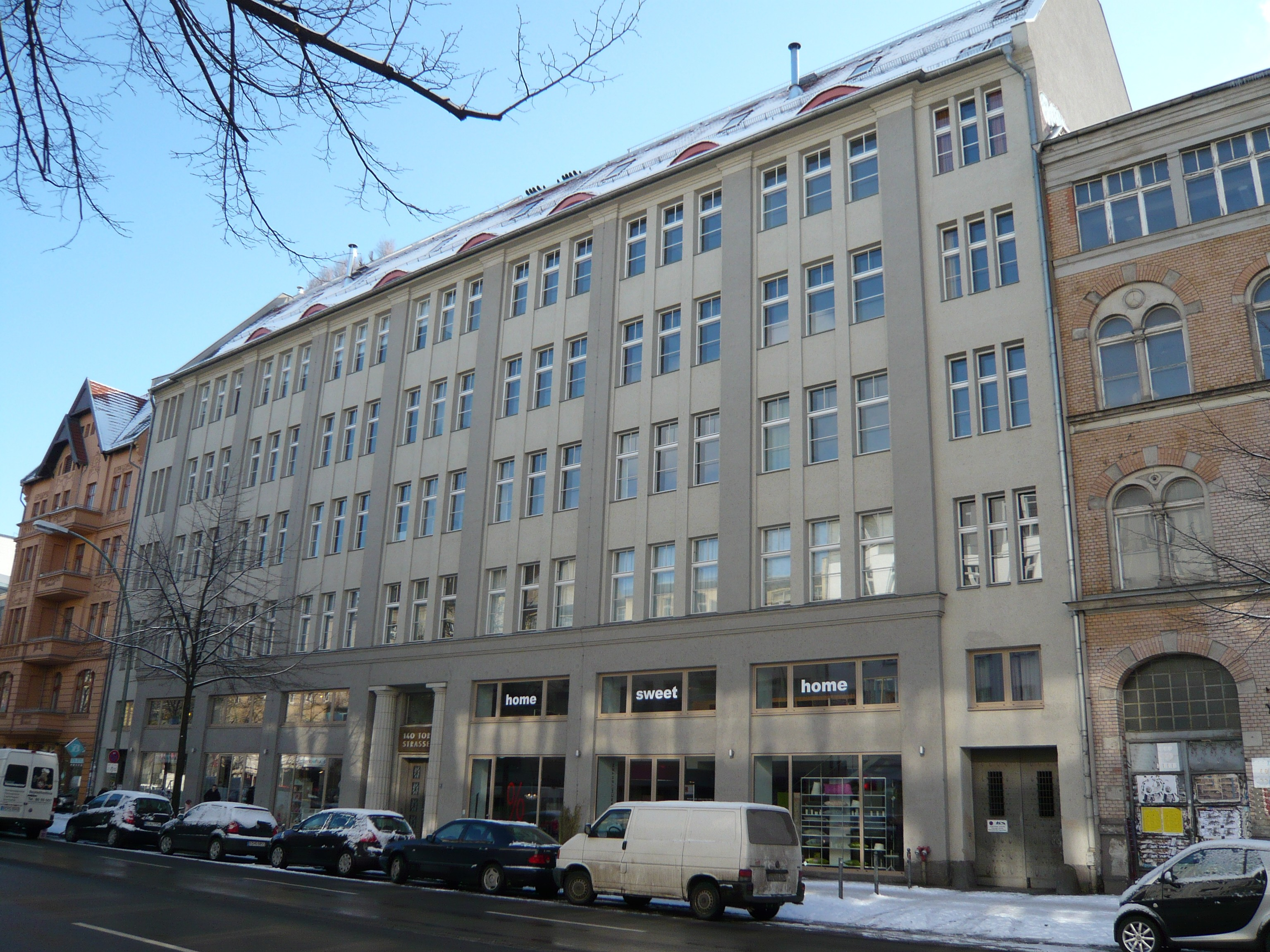
Immeuble de bureaux Torstraße 140.
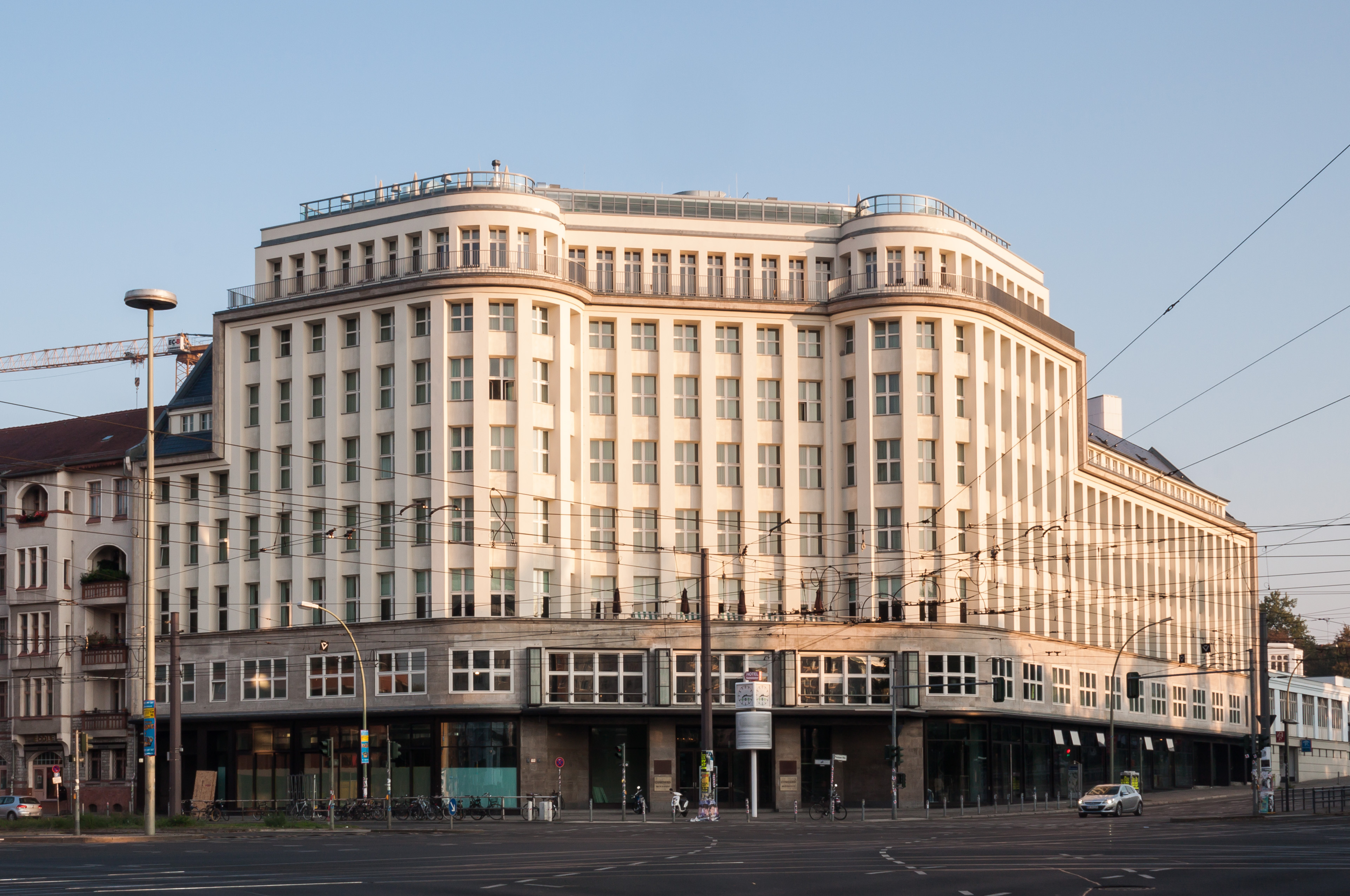
Ancien grand magasin Jonaß.
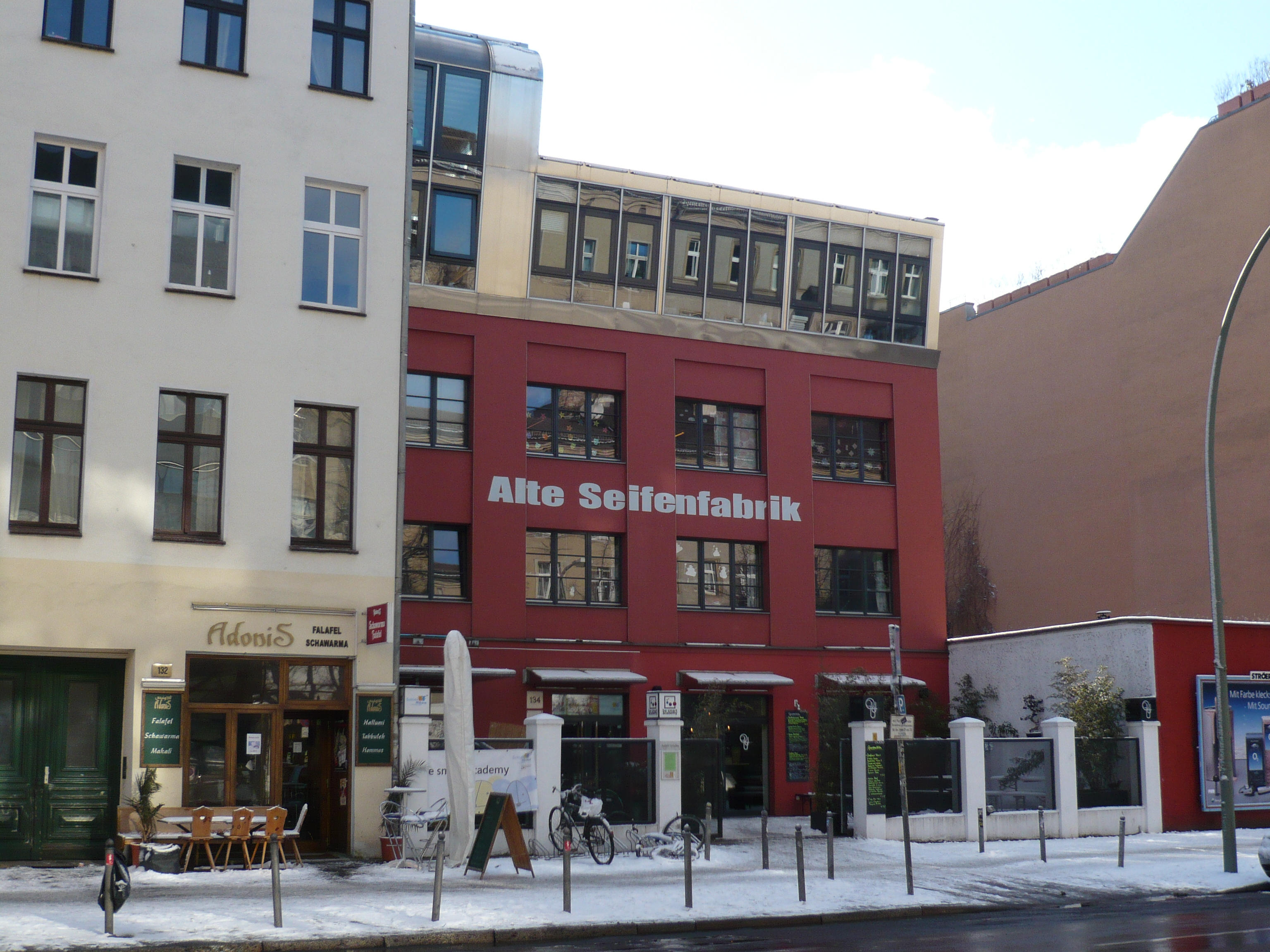
Ancienne fabrique de savon Torstraße 134.